# Opposites Attract
Opposites Attract ist ein Popsong, den der Musikproduzent Oliver Leiber 1988 schrieb. Er wurde von der US-amerikanischen Pop- und R&B-Sängerin Paula Abdul gemeinsam mit dem Duo The Wild Pair, bestehend aus den Sängern Tony Christian und Marc Gunn, aufgenommen und erstmals auf Abduls Debütalbum Forever Your Girl veröffentlicht. Die Single erreichte am 10. Februar 1990 Platz 1 der Billboard Hot 100 und wurde in den USA mit Gold für mehr als 500.000 verkaufte Einheiten ausgezeichnet.

## Entstehung
Leiber hatte mit The Way That You Love Me und Forever Your Girl bereits zwei Stücke für Paula Abduls Debütalbum komponiert. Es fehlte noch ein letztes Lied und Gemma Corfield von Virgin Records bat Leiber, dieses noch zu schreiben. Leiber hatte sich gerade ein Akai MPC 60 zugelegt und begonnen, damit zu experimentieren. Das Ergebnis einer dieser Versuche war ein einfaches zweitaktiges Pattern, bestehend aus einer Bassline und einer Schlagzeug-Spur, das die Basis der Komposition bildete. Corfield mochte das Stück und bat Leiber, noch einen Text dazu zu verfassen. Die Idee zu dem Text entstand eher zufällig, als Leiber nach einer Autopanne die Wartezeit in einem Laden für gebrauchte Bücher verbrachte. Ihn faszinierten die Titel der Billigbücher und er notierte sie sich, einer von ihnen war Opposites Attract (dt. sinngemäß: Gegensätze ziehen sich an). Damit stand der Titel des Liedes fest. Beim Text ließ er sich von der Beziehung zu seiner ersten Freundin, einer Norwegerin, inspirieren, die von ihrem Wesen her genau das Gegenteil von ihm gewesen sei.
Für die Aufnahmen holte sich Leiber die Unterstützung das Gesangsduo The Wild Pair, bestehend aus Tony Christian und Marv Gunn. Er kannte die beiden von den Aufnahmen zum Soundtrack zu Die grellen Lichter der Großstadt und hatte bereits mit ihnen bei den Aufnahmen der zwei Stücke zusammengearbeitet, die er für Abduls Debütalbum geschrieben hatte. Christian und Gunn nahmen ihre Gesangsspuren in einem Studio in Minneapolis auf, Paula Abdul in Los Angeles. Leiber ließ die beiden Sänger den vollständigen Song einsingen und entschied erst später, welche Textzeilen Paula Abdul singen sollte. Als dies feststand, blendete er den Gesang von Christian und Gunn an den Stellen aus, die Abdul singen sollte.

## Musikvideo
Das Lied ist durch sein aufwendiges Musikvideo bekannt. Regie führten Candace Reckinger und Michael Patterson. Im Musikvideo tanzt, rappt und singt Paula mit einer Zeichentrickfigur namens MC Skat Kat, die von Reckinger und Patterson für das Video erschaffen wurde. Christian und Gunn alias The Wild Pair liehen MC Skat Kat ihre Stimmen. Für das Video wurde ein funkiges Intro mit Rap-Gesang geschaffen, vorgetragen von Romany Malco. Die Figur MC Skat Kat ist eine Hommage an Gene Kelly, der in dem Film Urlaub in Hollywood mit Jerry, der Maus von Tom und Jerry, tanzt. Die Visualisierung der Figur beruhte auf Ideen von Abdul, animiert wurde sie von Disney-Mitarbeitern. Durch den Erfolg der Single und des Videos entstanden mehrere Filme und Serien sowie ein Album mit MC Skat Kat.
Mit dem Musikvideo gewann Abdul bei den Grammy Awards 1991 einen Grammy in der Kategorie „Best Short Form Music Video“.
Ebenso war das Video 1990 sechsmal bei den MTV Video Music Awards nominiert, erhielt jedoch keinen einzigen Preis.

## Kommerzieller Erfolg

### Chartplatzierungen
Opposites Attract wurde einer der erfolgreichsten Singles 1990 und erreichte am 10. Februar 1990 Platz 1 der Billboard Hot 100. Es war Paula Abduls vierter Nummer-eins-Hit in den USA und zugleich der vierte Nummer-eins-Hit aus ihrem Debütalbum. Opposites Attract erreichte in Kanada Platz eins und Platz 1 in Australien. In Kanada wurde es ebenfalls Paulas vierter Nummer-eins-Hit und in Australien Paulas erster. Im Vereinigten Königreich erreichte die Single Platz zwei der Singlecharts als Abduls dortige erfolgreichste Single. In den deutschen Singlecharts verfehlte die Single mit Platz 14 die Top 10.
| ChartsChartplatzierungen       | Höchstplatzierung | Wochen |
| ------------------------------ | ----------------- | ------ |
| Deutschland (GfK)              | 14 (18 Wo.)       | 18     |
| Österreich (Ö3)                | 18 (7 Wo.)        | 7      |
| Schweiz (IFPI)                 | 19 (7 Wo.)        | 7      |
| Vereinigte Staaten (Billboard) | 1 (23 Wo.)        | 23     |
| Vereinigtes Königreich (OCC)   | 2 (13 Wo.)        | 13     |

| ChartsJahrescharts (1990)      | Platzierung |
| ------------------------------ | ----------- |
| Vereinigte Staaten (Billboard) | 14          |
| Vereinigtes Königreich (OCC)   | 25          |

### Auszeichnungen für Musikverkäufe
| Land/Region                  | Auszeichnungen für Musikverkäufe (Land/Region, Auszeichnung, Verkäufe) | Verkäufe |
| ---------------------------- | ---------------------------------------------------------------------- | -------- |
| Australien (ARIA)            | 2× Platin                                                              | 140.000  |
| Kanada (MC)                  | Gold                                                                   | 50.000   |
| Schweden (IFPI)              | Gold                                                                   | 25.000   |
| Vereinigte Staaten (RIAA)    | Gold                                                                   | 500.000  |
| Vereinigtes Königreich (BPI) | Silber                                                                 | 200.000  |
| Insgesamt                    | 1× Silber · 3× Gold · 2× Platin ·                                      | 915.000  |